# تی‌اس-۱
تی‌اس-۱ (به انگلیسی: Naval_Aircraft_Factory_TS) یک هواگرد ملخ‌پیشین تک‌موتوره از نوع جنگنده ساخت شرکت Naval Aircraft Factory & Curtiss Aeroplane and Motor Company است. این هواگرد در سال دسامبر ۱۹۲۲ میلادی رسماً معرفی گردید. در مجموع، تعداد ۴۶ فروند از این هواگرد ساخته شده‌است.
طراح این هواگرد، Bureau of Aeronautics; Rex Buren Beisel بود.